# Rudolf von Planta

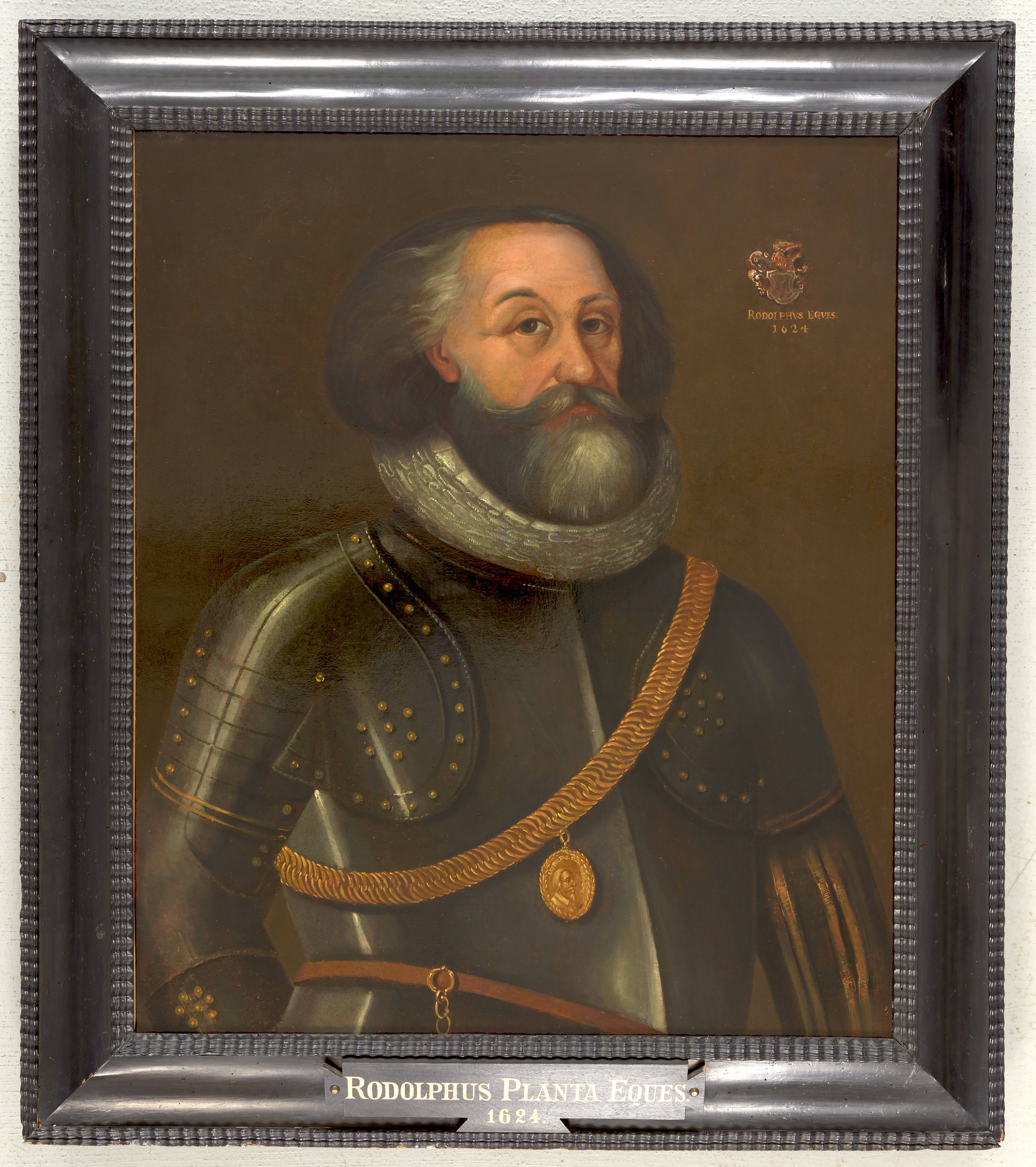
Rudolf von Planta 1624. Gemälde aus der Sammlung des Rätischen Museums in Chur

Rudolf von Planta (* 1569; † 1638 auf Schloss Rametz in Meran) war einer der Anführer der spanisch-österreichischen Partei während der Bündner Wirren 1618–1639.
Rudolf stammte wie sein jüngerer Bruder Pompejus aus der Bündner Ministerialenfamilie der von Planta aus Zuoz. Die Familie war seit dem späten Mittelalter eine der wichtigsten Ministerialen des Fürstbistums Chur und hielt wichtige Ämter und Lehen im Ober- und Unterengadin, im Domleschg, Puschlav, Münstertal und im Vinschgau inne. Die Familie stand auch in Beziehung zur Grafschaft Tirol, deren Einflussbereich sich im Unterengadin und Vinschgau mit demjenigen des Fürstbistums Chur überschnitt. Nach der Eroberung des Veltlins war die Familie Planta auch dort neben den Salis das wichtigste Ämtergeschlecht. Der Zweig der Planta aus Zernez bekannte sich seit der konfessionellen Spaltung der Drei Bünde zum reformierten Glauben.
Seine Herkunft aus der Familie Planta hielten Rudolf zahlreiche Ämter zu. Er war Kriminallandamman des Unterengadins, 1601–1603 Landeshauptmann des Veltin und erzherzöglicher Rat von Leopold V., dem habsburgischen Regenten von Vorderösterreich und Tirol. Er hielt als habsburgische Lehen die Herrschaft Tarasp inne. Verschiedentlich entsandten die Drei Bünde Rudolf als Gesandten auf diplomatische Missionen so 1599 nach Innsbruck an den Hof des Erzherzogs, 1600 ins Wallis und an den kaiserlichen Hof von Rudolf II. in Wien. 1603 verlieh ihm die Republik Venedig die Würde eines Ritters des Ordens des Heiligen Markus.
Die lehensrechtliche Verbindung mit dem Haus Habsburg sowie seine Tätigkeit als Statutrichter in Zernez, wo er 1616 Hinrichtungen vollstrecken liess, machten Rudolf bei der venezianischen Partei in den Drei Bünden verdächtig. Auch die reformierten Prädikanten wandten sich gegen ihn und verdächtigen ihn der Sympathie mit dem Katholizismus. Er wurde deshalb 1618 zusammen mit seinem Bruder Pompejus am Strafgericht von Thusis geächtet und in Abwesenheit zum Tod verurteilt. Das Urteil wurde zwar später in Chur wieder aufgehoben, jedoch in Davos wieder bestätigt. Unter Führung seines politischen Gegners Baptista von Salis verwüsteten die Engadiner das Schloss Wildenberg bei Zernez, wo Rudolf seine Residenz hatte, und er musste in den Herrschaftsbereich Leopolds V. fliehen. Nach dem Ausbruch der Feindseligkeiten zwischen Leopold V. und den Bündnern 1621 kehrte Rudolf mit den österreichischen Truppen unter Alois Baldiron nach Bünden zurück und zog mit diesem am 22. November 1621 in Chur ein. Nach der Abtretung der acht Gerichte, des Unterengadins und des Münstertals an Leopold V. übernahm Rudolf 1622 das Kommando der österreichischen Truppen im Unterengadin und bekleidete erneut das Amt eines Statutrichters. 1623 konvertierte er zum Katholizismus. 1627 übernahm er die Ämter eines österreichischen Hauptmanns und Kommissars in Zernez und unterstützte die Gegenreformation nach Kräften, so wies er die letzten Prädikanten aus dem Unterengadin aus und berief Kapuziner an deren Stellen.
Nach der Verwüstung von Schloss Wildenberg hielt sich Rudolf meist auf Schloss Rametz bei Meran auf, wo er auch Schloss Greifen besass.